# 閭妃
閭氏，北魏時人，元悅的正妻。東海公的女兒。
元悅專好男色，在閭氏生下一個兒子元颍後即斷絕了男女之事，僅與男子同寢。視妻妾有如婢女，稍不如意，非打即罵。元悅出京修道，閭氏猶被趕在王府之外不許回家。靈太后得知後派人探視，知閭氏遭元悅痛打，即召來元悅叱責，下令禁斷，且發令“诸亲王及三蕃，有其正妃疾患百日已上，皆遣奏闻，若有犹行捶挞，就削封位”。